# 小森幹男
小森 幹男（こもり みきお、1929年4月12日 - 2021年4月18日）は、日本の経営者。能勢電鉄社長を務めた。兵庫県西宮市出身。

## 経歴
1953年に京都大学工学部機械工学科を卒業し、同年に京阪神急行電鉄(現在の阪急電鉄)に入社。
1984年6月に取締役に就任し、1987年6月に常務、1990年6月に専務を経て、1992年6月から1998年6月までに能勢電鉄社長を務めた。池田銀行監査役を務めた。
2021年4月18日心不全のために死去。92歳没。